# Jošikacu Ašikaga
Jošikacu Ašikaga (japonsky 足利 義勝, Ašikaga Jošikacu, 19. březen 1434 – 16. srpen 1443) byl sedmým šógunem šógunátu Ašikaga. Titul mu byl udělen v osmém roce jeho života rok poté, co byl jeho otec zavražděn Micusukem Akamacu během povstání Kikacu (1441), ale již rok poté umírá na vážnou chorobu, takže v čele šógunátu nevydržel ani celý rok.
Jeho nástupcem se stal roku 1449 jeho mladší bratr Jošimasa Ašikaga.